# Ksenia Sobceak
Ksenia Anatolievna Sobceak (rusă Ксе́ния Анато́льевна Собча́к, n. 5 noiembrie 1981) este o prezentatoare de televiziune și radio, actriță, jurnalistă, activistă socială și politică rusă. Ea a devenit cunoscută publicul larg în calitate de gazdă și prezentatoare a reality show-ului Dom-2 de pe canalul rusesc TNT. Ea este descrisă uneori ca "It girl a Rusiei" și "Paris Hilton a Rusiei".

## Filmografie
| An   | Titlu                                                                                            | Rol                                    | Note             |
| ---- | ------------------------------------------------------------------------------------------------ | -------------------------------------- | ---------------- |
| 2004 | «Воры и проститутки. Приз — полёт в космос» (Hoții și prostituatele. Premiu — un zbor în comsos) | Jurnalista-psiholog                    |                  |
| 2007 | «Бешеная» (Nebuna)                                                                               | Маргарита Лямкина (Margarita Liamkina) | Serial           |
| 2007 | «Самый лучший фильм» (Cel mai bun film)                                                          | Prostituata №1                         |                  |
| 2008 | «Красота требует…» (Frumusețea necesită...)                                                      | Ильма Петерсон (Ilma Peterson)         |                  |
| 2008 | «Никто не знает про секс 2: No sex» (Nimeni nu știe despre sex: No sex)                          | Арабелла (Arabella)                    |                  |
| 2008 | «Гитлер капут!» (Hitler kaput!)                                                                  | Eva Braun                              |                  |
| 2008 | «Европа-Азия» (Europa-Asia)                                                                      | Cameo, Ксюша Собчак (Ksiușa Sobciak)   |                  |
| 2009 | «Артефакт» (Artefact)                                                                            | Certăreața                             |                  |
| 2009 | «Золотой ключик» (Cheița de aur)                                                                 | Malvina                                | Film TV. Musical |
| 2009 | «Москва.ru»                                                                                      |                                        |                  |
| 2010 | «The Тёлки. Повесть о ненастоящей любви» (”The chicks. O poveste despre dragoste falsă”)         |                                        |                  |
| 2012 | «Краткий курс счастливой жизни» (Curs scurt pentru o viață fericită)                             | Tanti Nadia                            | Serial           |
| 2012 | «Ржевский против Наполеона» (Rjevskii vs. Napoleon)                                              | Madamme Xiu-Xiu                        |                  |
| 2012 | «Энтропия» (Entopia)                                                                             | Pașa                                   |                  |
| 2013 | «Роман с кокаином» (Roman cu cocaina)                                                            | Sonia                                  |                  |
| 2013 | «Срок» (Termenul)                                                                                | Cameo                                  | Documentar       |
| 2013 | «Корпоратив» (Coprorativul)                                                                      |                                        |                  |
| 2013 | «Одноклассники.ru: НаCLICKай удачу» (Odnoklassniki.ru: CLICK-uiește-ți norocul)                  |                                        |                  |

### Dublare
- 2006 — Pledge This! (în Rusia „Блондинка в шоколаде”, Blondinka v șokolade) — vocea lui Paris Hilton

### Video
- 2007: Dance (Потанцуй) (cu Timati)

## Publicații
- Стильные штучки Ксении Собчак. Махаон. 2008. p. 256. ISBN 5-18-000885-9. Parametru necunoscut |tiraj= ignorat (ajutor)
- Маски, блески, бигуди. Азбука красоты. АСТ, Астрель. 2008. p. 240. ISBN 978-5-17-053849-2.
- Zамуж за миллионера, или Брак высшего сорта. АСТ, Астрель. 2009. p. 288. ISBN 978-5-17-060157-8. Parametru necunoscut |tiraj= ignorat (ajutor); Parametru necunoscut |co-author= ignorat (ajutor)
- Энциклопедия лоха. ISBN 978-5-17-066512-9. Parametru necunoscut |год= ignorat (ajutor); Parametru necunoscut |издательство= ignorat (ajutor); Parametru necunoscut |тираж= ignorat (ajutor); Parametru necunoscut |страниц= ignorat (ajutor)
- Ksenia Sokolova, Ksenia Sobciak (2010). Философия в будуаре. АСТ, Астрель. p. 320. ISBN 978-5-17-068943-9. Parametru necunoscut |tiraj= ignorat (ajutor)